# Нестеренки (Харьковский район)
Нестеренки, до ВОВ Сечь (укр. Нестеренки) — село,
Манченковский поселковый совет,
Харьковский район,
Харьковская область.
Код КОАТУУ — 6325157605. Население по переписи 2001 года составляет 200 (83/117 м/ж) человек.

## Географическое положение
Село Нестеренки находится у истоков реки Люботинка,
ниже по течению на расстоянии в 1 км расположены село Коваленки и город Люботин.
На расстоянии в 1 км расположены посёлок Санжары и пгт Манченки.
Через село проходит автомобильная дорога М-03 (E 40).
Рядом с селом проходит железная дорога, ближайшая станция Караванная (1 км).

## История
- 1750 — дата основания.
- В 1940 году, перед ВОВ, на хуторе Сечь были 92 двора и две ветряные мельницы.[1]